# Jindřiška Konopásková
Jindřiška Konopásková (10. března 1877 Kamenné Žehrovice, dříve Mrákavy – 31. března 1947 v Praze) byla česká spisovatelka, básnířka a novinářka.

## Životopis
Zdroje uvádějí chybné místo narození. Její rodiče byli Antonín Švejcar, přednosta stanice v Mrákavech a Vilémina Švejcarová-Philippová. Za manžela si vzala přednostu stanice v Kladně-Dubí Františka Konopáska (6. 4. 1869). Měli spolu dceru Zdenku Navarovou-Konopáskovou (1901–1984).
Vystupovala pod pseudonymem Jiřina Tuhaňská, Stella či Jiří Tuháň. Pod pseudonymem Stella publikovala fejetony, které pravidelně vycházely v odpoledních Národních Listech. Byla členkou Máje a Syndikátu českých spisovatelů. V Praze XVI bydlela na adrese Václavka za Košířemi 335.

## Dílo

### Verše
- Navarov, báseň – Kladno: Karel Husa, 1913

### Próza
- Tiché poselství – Kladno: Karel Husa, 1913
- Jediný Bůh, román – Smíchov: J. Kotík, 1915
- Zámecká okna, román – Smíchov: J. Kotík, 1918
- Student Roman, příběh mládí – Smíchov: J. Kotík, 1920
- Zlomená pouta – 1931